# Крајишићи
Крајишићи су насељено мјесто у општини Олово, Босна и Херцеговина.

## Становништво
|        | 2013.      | 1991.       | 1981.       | 1971.        |
| Укупно | 5 (100,0%) | 33 (100,0%) | 78 (100,0%) | 110 (100,0%) |
| Срби   | 5 (100,0%) | 33 (100,0%) | 78 (100,0%) | 110 (100,0%) |